# جاناتان میسون
جاناتان میسون (به انگلیسی: Jonathan Mason) سناتور سابق عضو حزب فدرالیست (آمریکا) بود. وی در سال ۱۸۰۰ تا ۱۸۰۳ میلادی سناتور ایالت ماساچوست در سنای ایالات متحده آمریکا بود.